# Husarö
Husarö est une île de l'archipel de Stockholm  en Suède,,.

## Présentation
Husarö est une île appartenant à la commune d'Österåker. 
L'île est située au nord de Finnhamn. 
Husarö ne compte que quelques résidents permanents. Au total, il y a une centaine de chalets d'été sur l'île. 
La jetée de Husarö est desservie par la compagnie Waxholmsbolaget.
À Husarö se trouve le musée Husarö lotsmuseum (sv), géré par l'association du musée pilote Husarö.

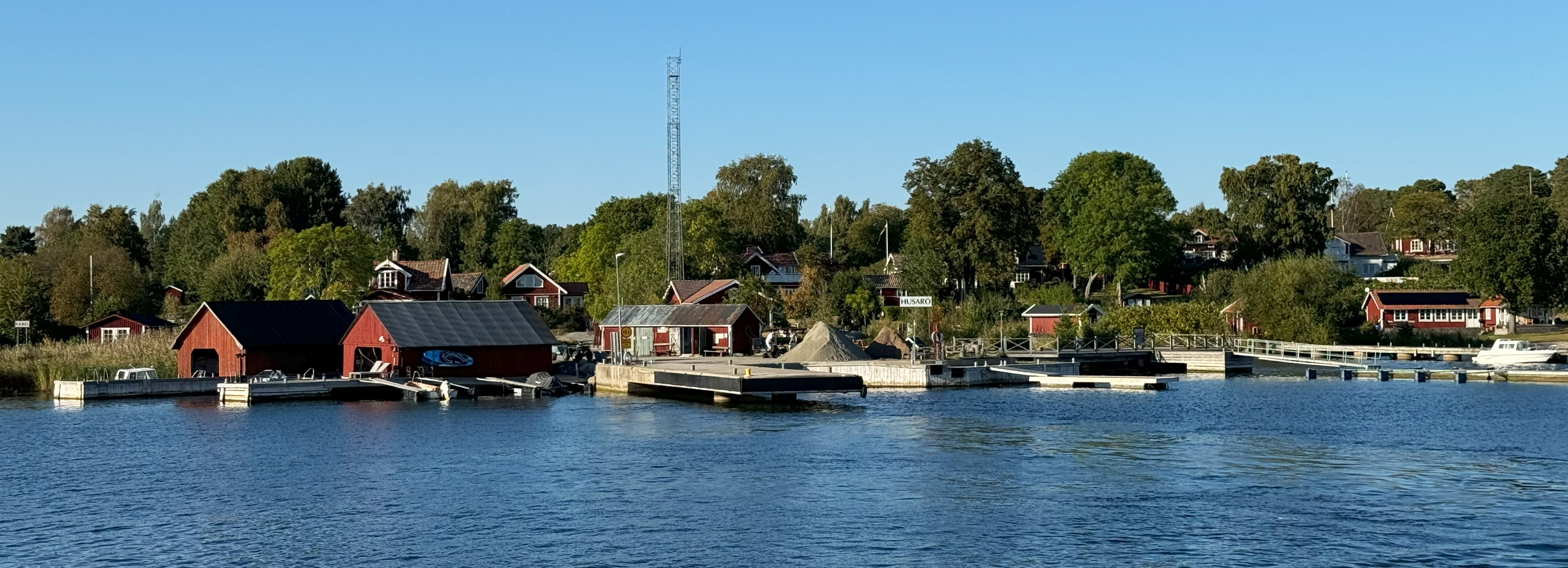
Le port d'Husarö.

## Histoire
Husarö était déjà mentionnée au XIIIe siècle sous le nom Husarn dans la route maritime du roi Valdemar II. 
Les pilotes existent ici depuis le XVe siècle. 
En 1719, Husarö, comme de nombreuses autres îles voisines, fut touchée par les pillages russes de 1719-1721.
En 1740, Husarö reçut le statut de lieu de pilotage officiel, en même temps que le chenal fut déplacé vers l'intérieur des terres, au-delà de Finnhamn.
Sur les voiliers de l'époque, les pilotes de Husarö guidaient les navires vers le nord jusqu'à Furusund et vers le sud jusqu'à Sandhamn. 
Au XIXe siècle, un maximum de quinze pilotes travaillaient, peu à peu leur nombre diminua et en 1912 la station de pilotage fut fermée. 
Les vacanciers d'été sont arrivés sur l'île lorsque les bateaux à vapeur ont commencé à circuler régulièrement en 1881. Aujourd'hui encore, en été, le bateau à vapeur S/S Storskär vient à Husarö le dimanche.

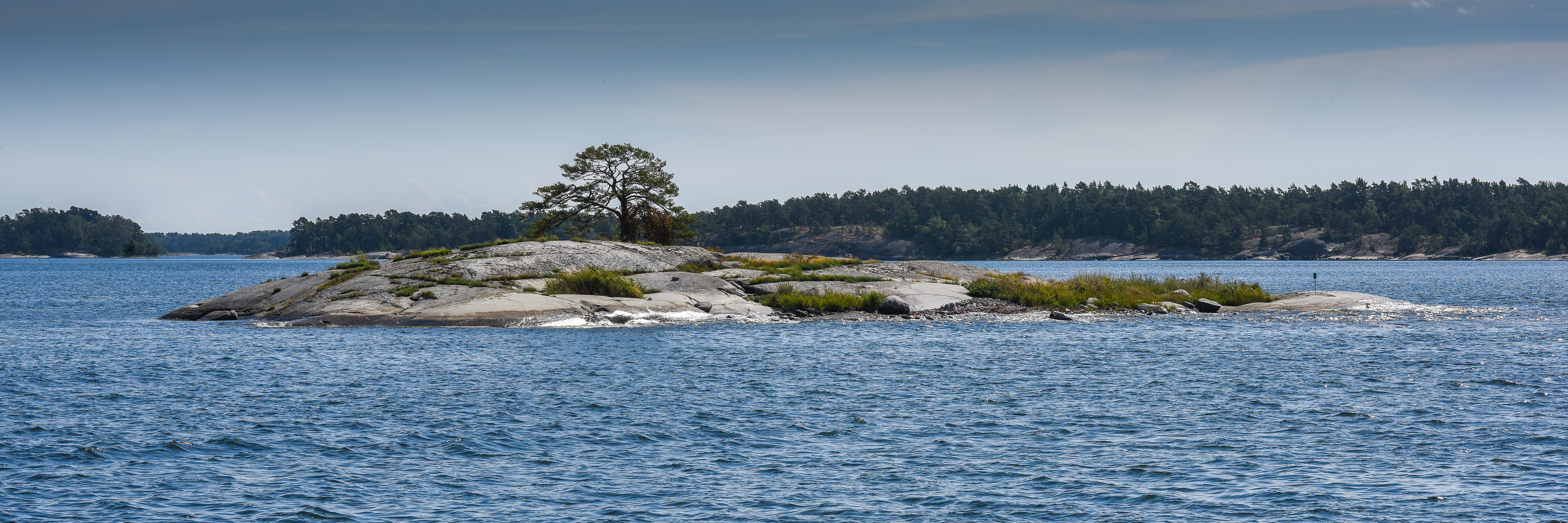
Hästgrundet, îlot au large de l'île de Husarö.

## Galerie

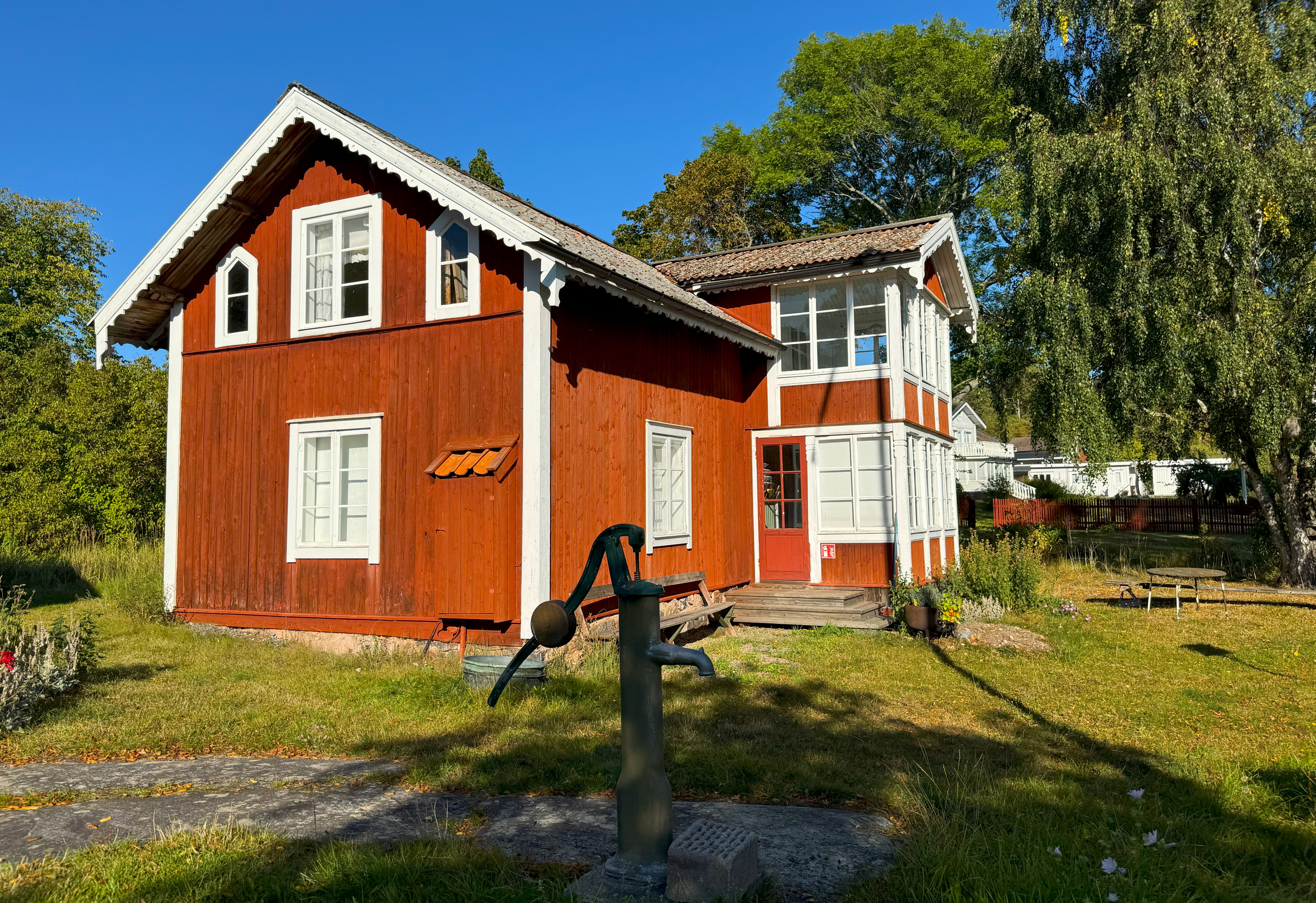
Le musée Husarö lotsmuseum.
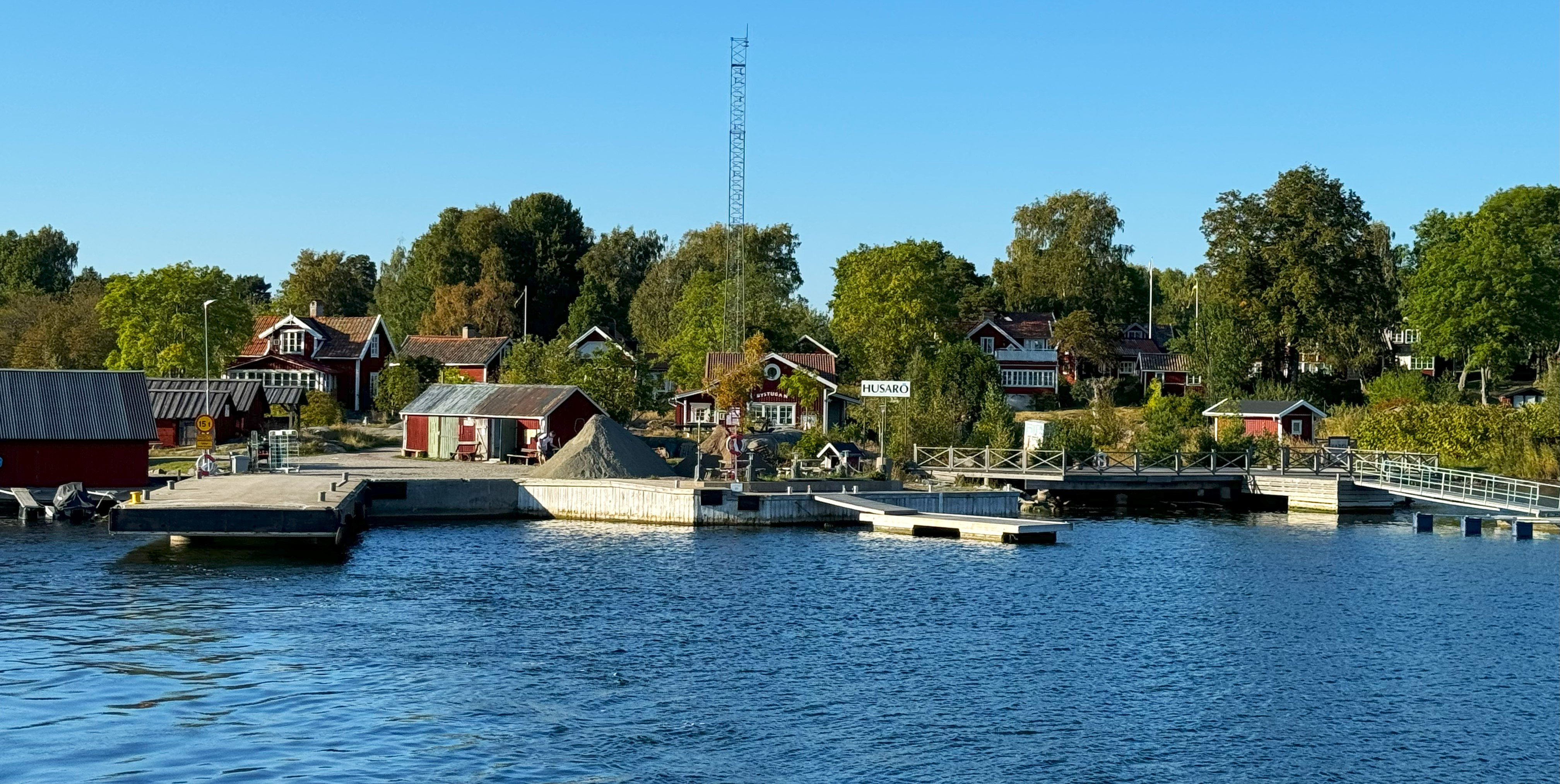
Port d'Husarö.
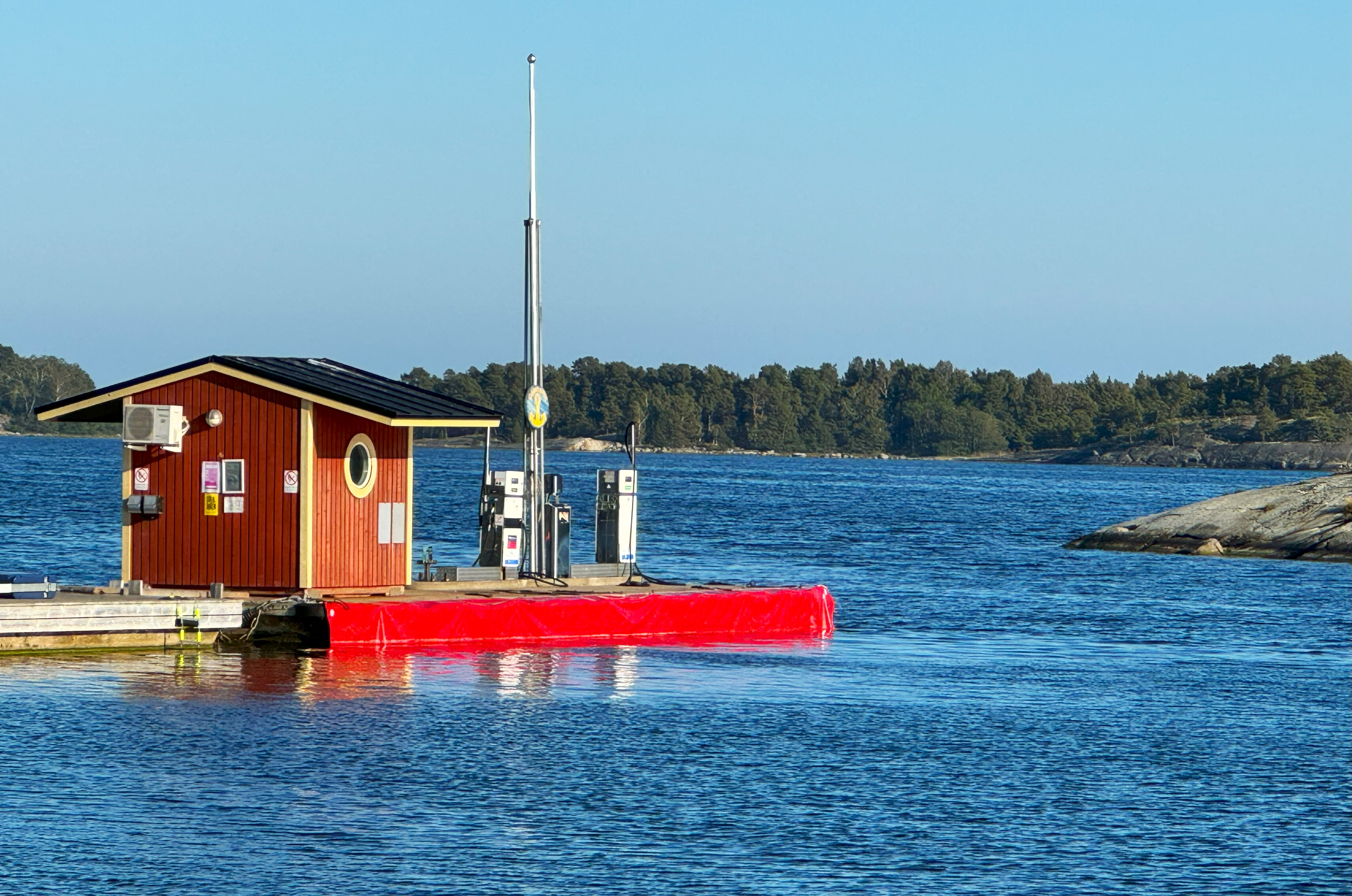
Sjömacken.

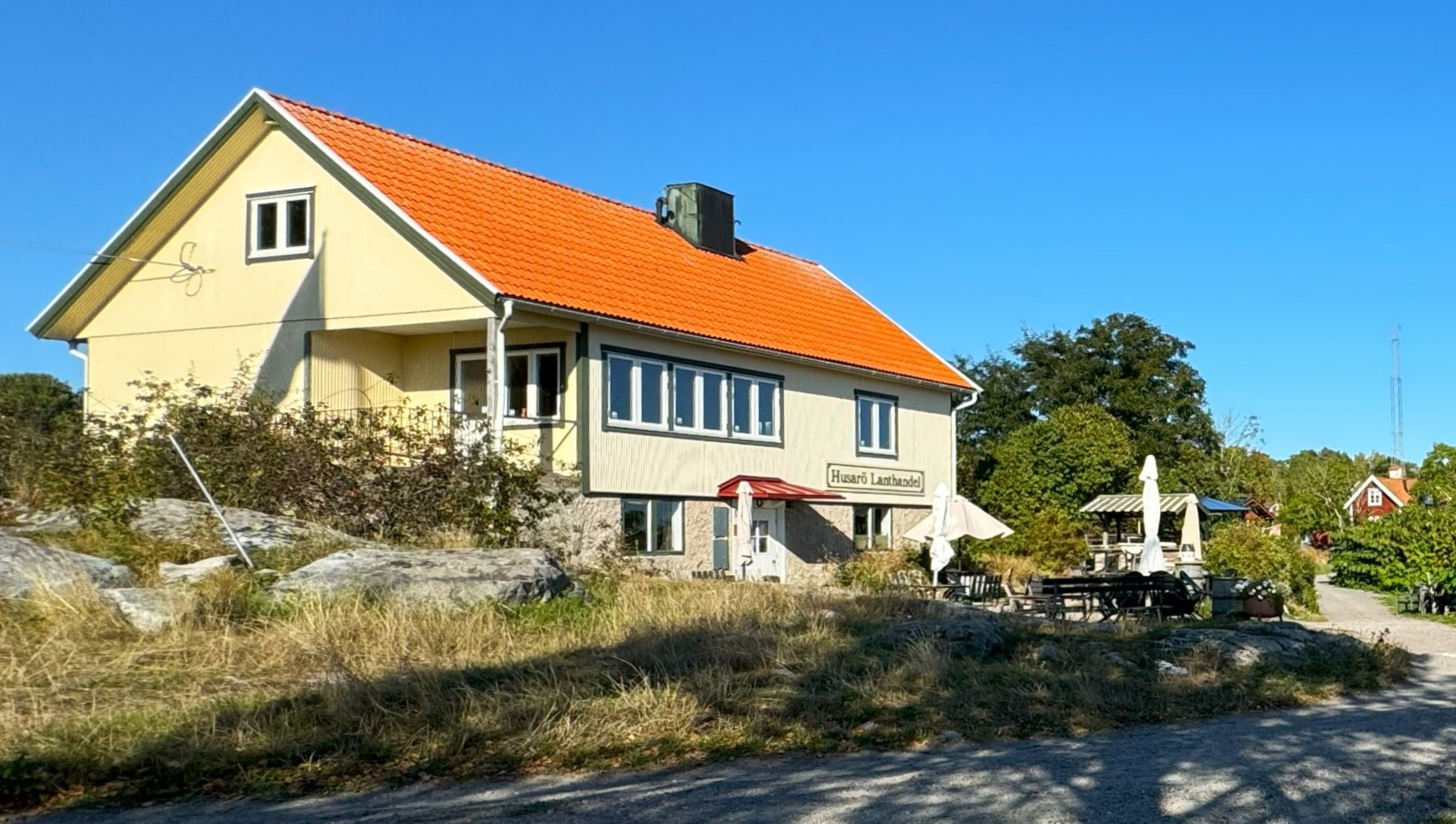
Magasin général d'Husarö
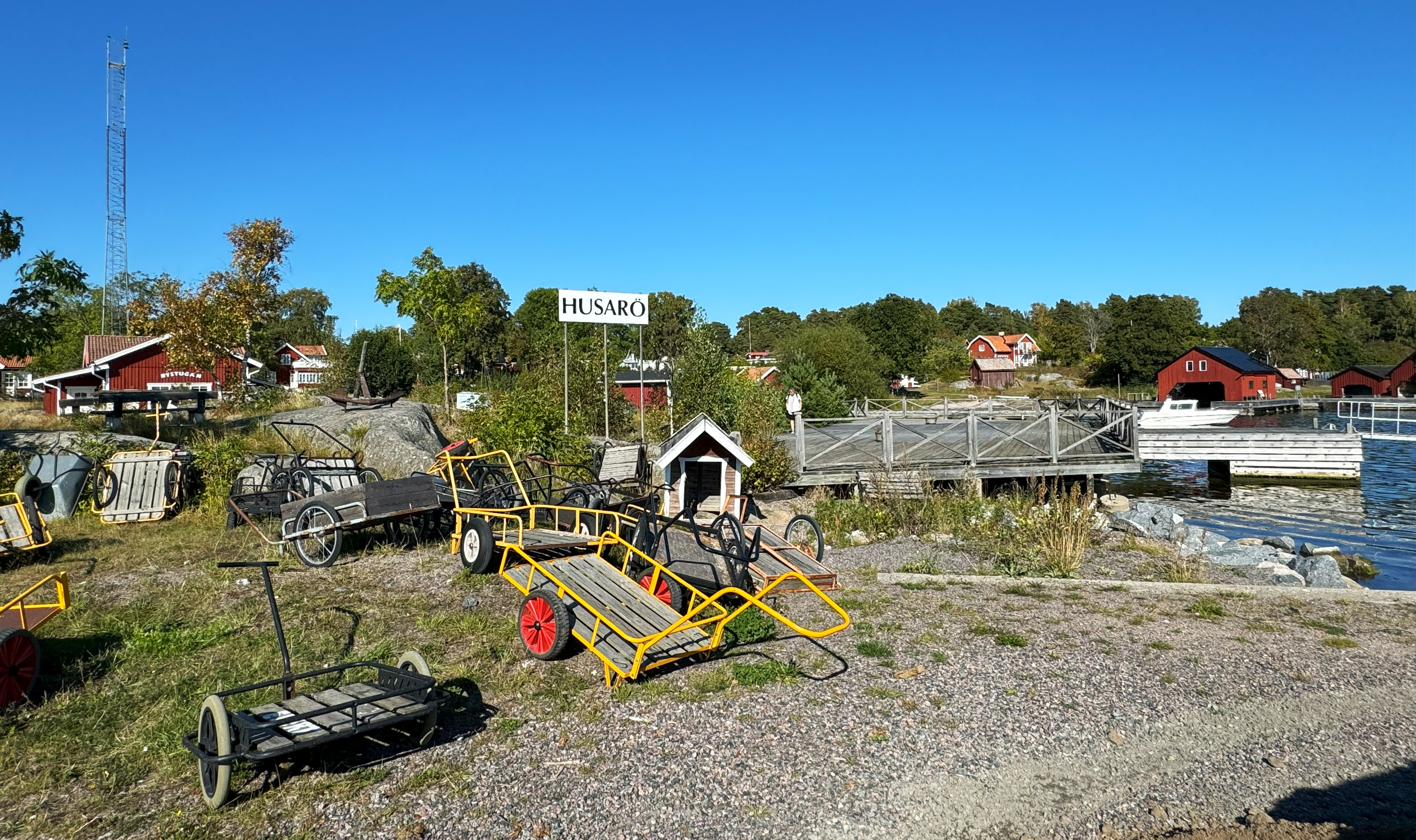
Charettes dans le port.
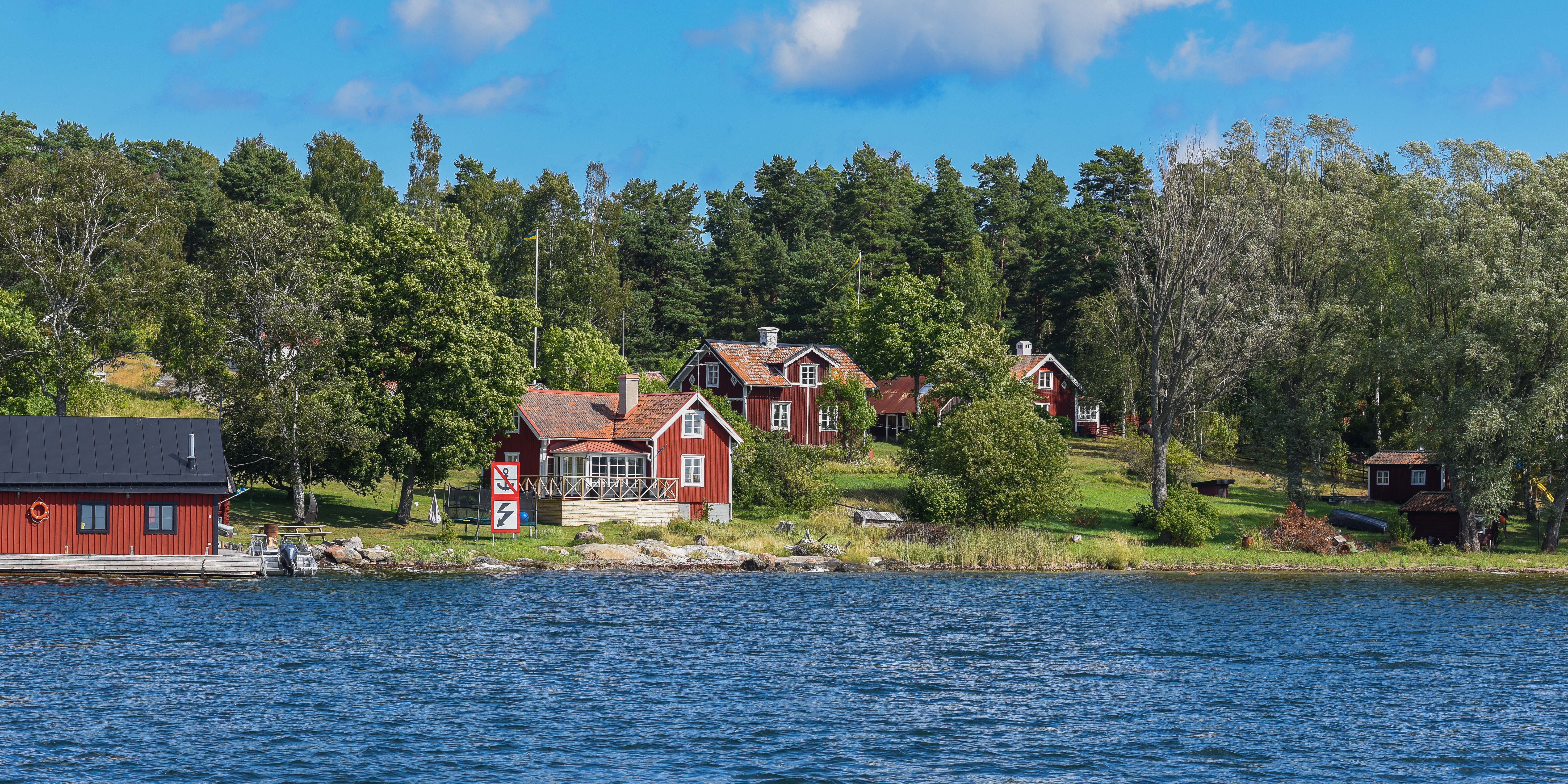